# ARTE

Budova vysílače ve Štrasburku

ARTE nebo také arte (zkratka pro Association Relative à la Télévision Européenne) je televizní stanice se sídlem ve Štrasburku, která se skládá ze stanic Arte France (sídlo v Issy-les-Moulineaux u Paříže) a Arte Deutschland se sídlem v Baden-Badenu. Jedná se o dvoujazyčnou stanici, která vysílá paralelně německy a francouzsky. Stanice byla založena roku 1992 smlouvou mezi Francií a SRN; vysílání začalo 30. května 1992.
Ve Francii má stanice o něco vyšší sledovanost (tržní podíl 3,8 procent) než v Německu (jedno procento), což je ovlivněno větší konkurencí v Německu, kterou vytváří mj. podobně zaměřená německo-rakousko-švýcarská televizní stanice 3sat. Známost stanice a její prestiž v obou zemích je však daleko vyšší.
Specifikou stanice Arte jsou tematické večery (přibližně pět dní v týdnu), které jsou věnovány různým problémům, v rámci takového vysílání jsou pak ukazovány reportáže, rozhovory, filmy, komentáře a podobné pořady k danému tématu. Stanice Arte je zaměřena na kulturu v širokém slova smyslu, mj. na přenosy koncertů vážné hudby a operních představení, a je velmi seriózní.

## La Sept
Od roku 1989 do května 1992 byl ve Francii vysílán předchůdce ARTE, program La Sept (francouzsky Sedmička). Vysílal podobný program jako ARTE. Jeho pořady byly také přebírány programem OK3.